# Trachylepis atlantica
El Noronha escinco (Trachylepis atlantica) es una especie de escincomorfos de la familia Scincidae. Es endémica de la isla de Fernando de Noronha de Brasil nororiental. Está cubierto de manchas claras y oscuras en sus partes superiores y suele medir aproximadamente de 7 a 10 cm de longitud. Su cola es muy musculosa, aunque se rompe con facilidad. Es muy común por todas partes en Fernando de Noronha. Es un depredador oportunista que come tanto insectos y partes de plantas, incluyendo néctar del árbol Erythrina velutina, como todo tipo de materiales, variando desde migas de galleta a huevos de su propia especie.
Quizás visto por Américo Vespucio en 1503, fue formalmente descrito por primera vez en 1839. Su historia taxonómica ha sido compleja, siendo clasificado erróneamente como Trachylepis maculata y otras especies. La especie está clasificada en el género mayoritariamente africano Trachylepis, que se pensó que alcanzó la isla desde África, en una balsa, tratándose así de una especie introducida. El enigmático Trachylepis tschudii, presuntamente de Perú, podría ser la misma especie.

## sigloXXI

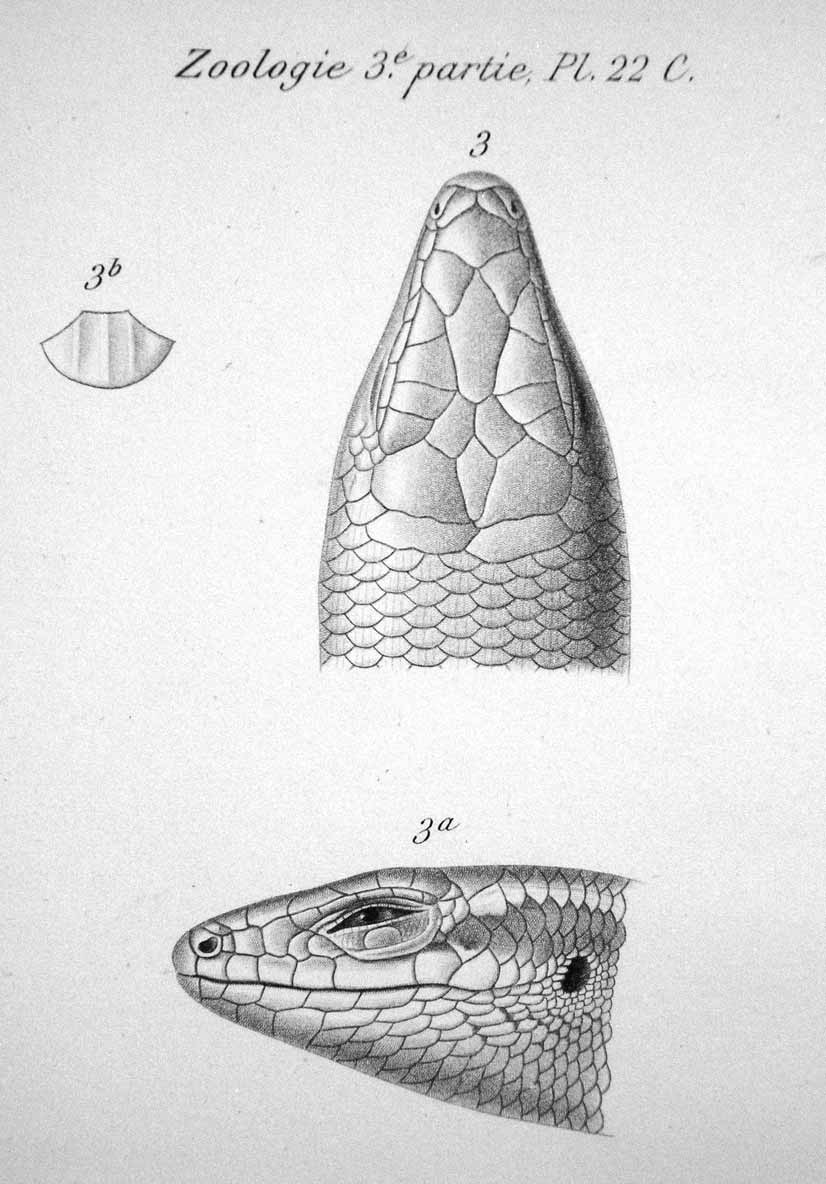
Trachylepis maculata ha sido confundido durante mucho tiempo con el Noronha Escinco.

En 2002, P. Mausfeld y D. Vrcibradic publicaron una nota acerca de la nomenclatura del Noronha Escinco. Basándose en diferencias encontradas en el número de escamas, laminillas subdigitales, y crestas dorsales, así como la separación de las escamas parietales en Trachylepis Maculata; concluyeron que ambas especies no eran idénticas.
En el mismo año, Mausfeld y otros condujeron un estudiofilogenético molecular en el Noronha Escinco, utilizando los genes mitocondriales 12S y 16S rRNA, mostrando que la especie está más próxima a la africana que a la sudamericana, que era lo que anteriormente se sugería sobre la base de semejanzas morfológicas.
En 2009, Miralles y otros revisaron el taxón maculata y concluyeron que el animal ahora conocido como Trachylepis maculata, también pertenecía al clado africano, pero fueron incapaces de determinar si era originario de la Guayana.

## Descripción

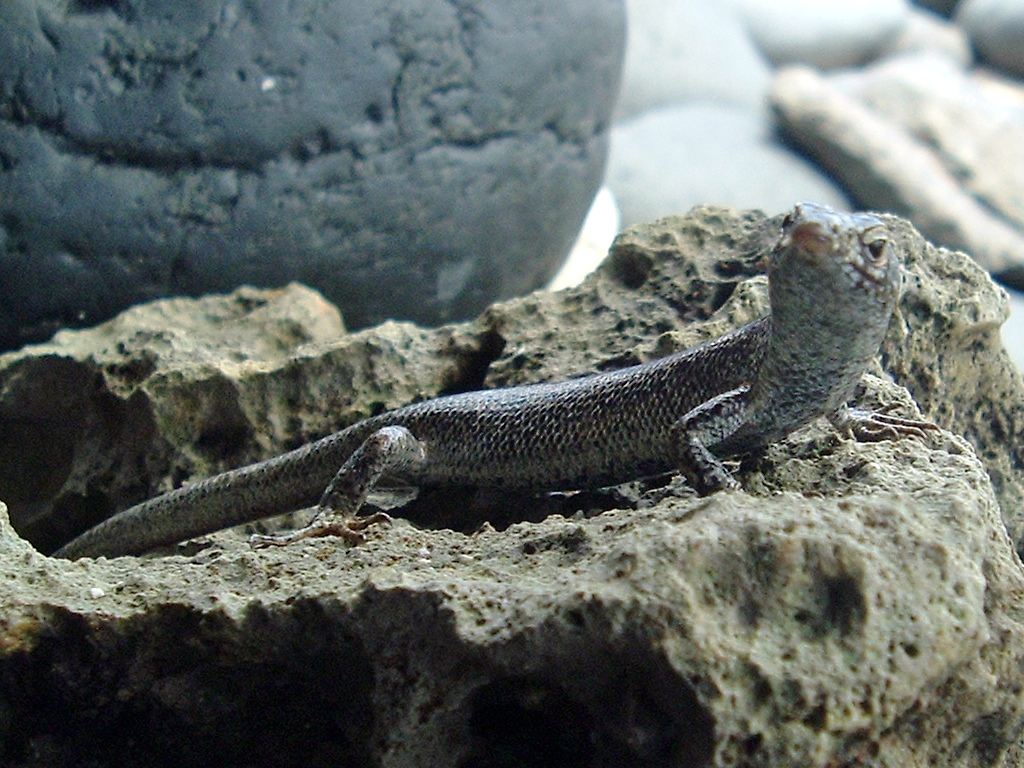
Noronha Escinco es muy común en Fernando de Noronha.

El Noronha Escinco está cubierto de manchas claras y oscuras en la zona dorsal, pero hay diferencias notorias en los colores.No tiene rayas longitudinales. Las escamas de las zonas ventrales son amarillentas o grisáceas. Los párpados varían del blanco al amarillo. Su cabeza es pequeña, así como sus fósas nasales que están localizadas muy lateralmente. La boca tiene dientes pequeños, cónicos y delgados y la lengua bien desarrollada. Los ojos son pequeños y laterales con un iris oscuro y redondeado tienen de 3 a 5 lóbulos auriculares bien desarrollados. Las extremidades posteriores son más largas y fuertes que las anteriores. La cola es más larga que el cuerpo, musculosa y muy quebradiza. Su forma es casi cilíndrica, estrechándose progresivamente hacia el final.
A pesar de que hay variaciones sustanciales en el tamaño dentro de las especies, ningún grupo concreto puede ser identificado únicamente por este factor y no es posible separar los sexos inequívocamente utilizando sólo el parámetro de la medida. Los machos son significativamente más grandes que las hembras.

## Ecología y comportamiento

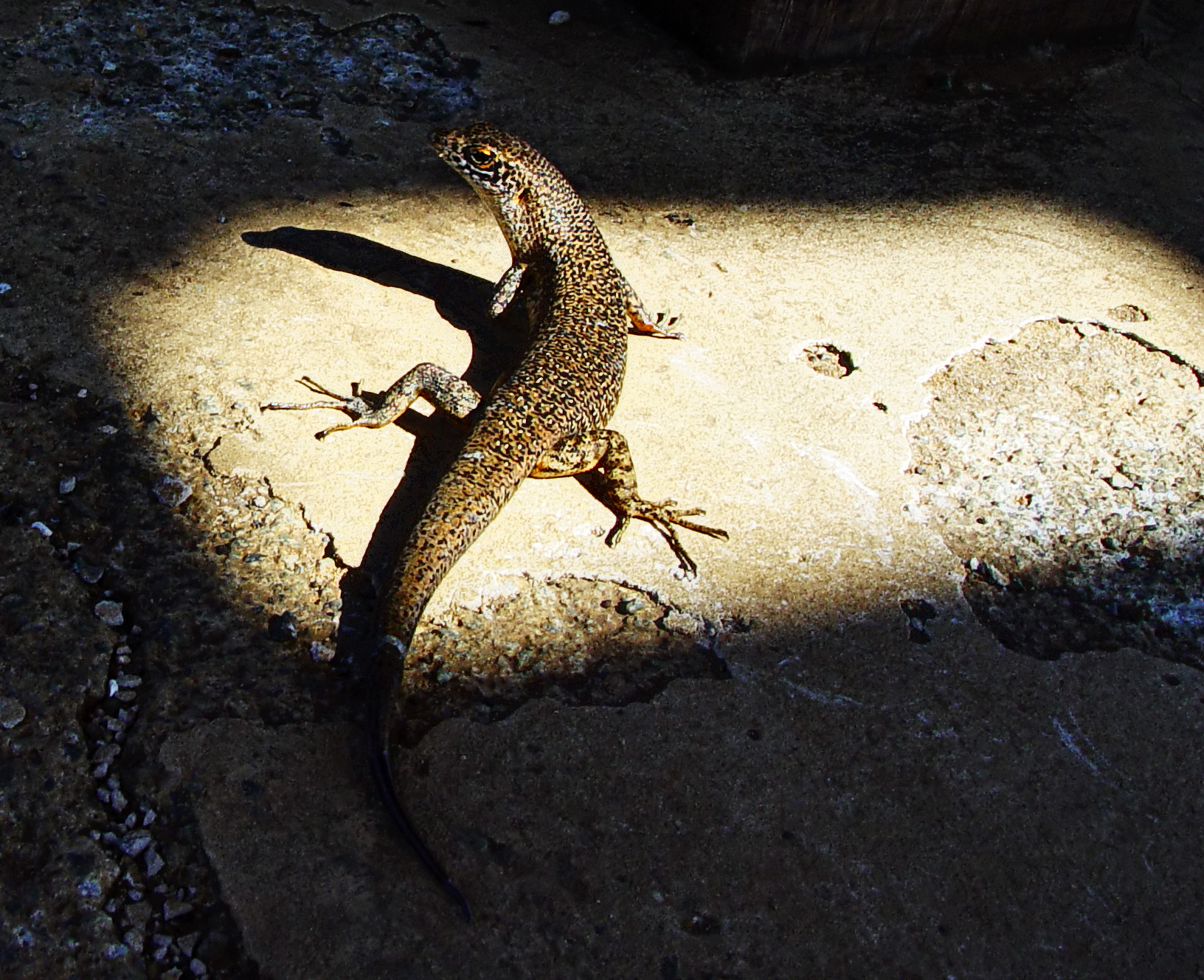
Noronha Escinco descansa al sol para su termorregulación.

El Noronha Escinco es muy abundante por todas partes en toda la isla, incluso llegando a entrar en las casas, y también se encuentra en las islas pequeñas circundantes del archipiélago. Su abundancia puede deberse a la ausencia de competidores ecológicamente similares.
La especie se encuentra en varios microhabitats, pero muy a menudo en rocas. A pesar de que predominantemente habita en tierra,  es un buen escalador. Nada se sabe sobre su reproducción, salvo que parece ser escasa en los meses de octubre y noviembre. Es ovíparo.